# Конструкция на сграда

## Конструкция на сграда
Всяка сграда е съставена от подредени по определен начин части взаимно свързани в система, която работи като единно цяло. Тази система се нарича конструкция на сградата, а частите – конструктивни елементи. Основните конструктивни елементи на сградата са основи, стени, скелет (ако има), подове и покрив.

## Видове конструктивни елементи
Елементите на сградата могат да бъдат два вида – носещи и ограждащи.

### Носещи конструктивни елементи
Носещи елементи са тези, които поемат върху себе си и предават към земята всички сили, които действат на сградата.

### Ограждащи конструктивни елементи
Ограждащи елементи са тези, които отделят сградата от външната среда и разделят вътрешното и пространство на помещения.
Някои елементи на сградата могат да изпълняват носеща, ограждаща или носеща и ограждаща функция едновременно. Например стените. Носеща и ограждаща функция едновременно изпълняват винаги подовете.
Съвкупността от всички свързани носещи елементи на сградата се нарича носеща конструкция на сградата.
Конструктивни елементи, които не участват в носенето на сградата, т.е. не поемат товари от други конструктивни елементи, а само им предават собствения си товар и този от оборудване, обзавеждане, инсталации и човешка дейност са елементи на ограждащата конструкция. Те служат за отделяне на сградата от обкръжаващата я среда и разделяне на помещенията едно от друго. Те запълват равнините, очертани от носещия скелет и освободени от носеща функция, поемат не по-маловажни задачи – да изолират, защитават, ограждат и/или пропускат въздух, слънце, влага, вода, пари, топлина и т.н.
Архитектурната дисциплина, която се занимава с изучаване на конструкцията на сградите, се нарича сградостроителство.